# Élodie Yung

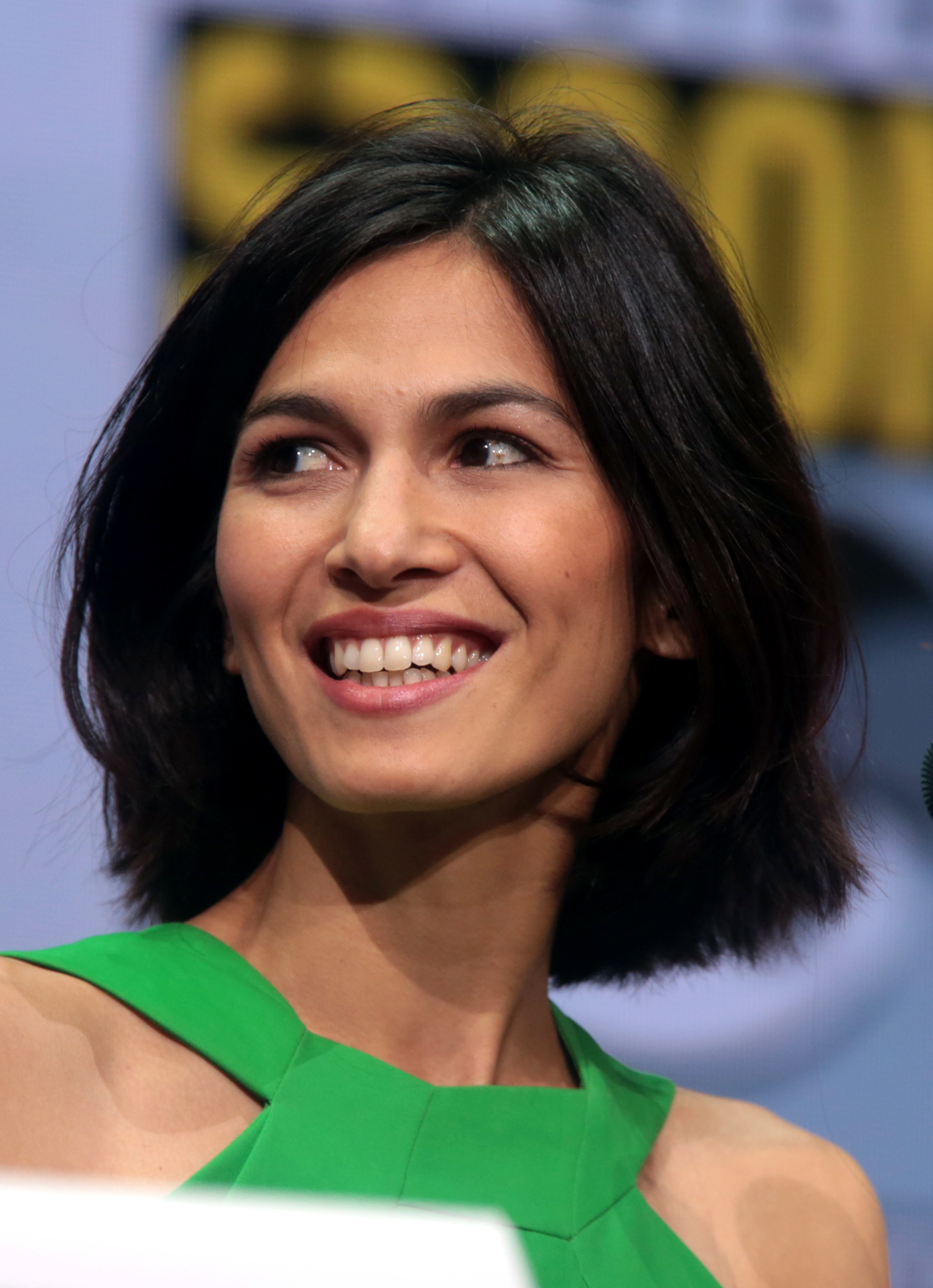
Élodie Yung auf der Comic-Con in San Diego im Juli 2017

Élodie Yung (* 22. Februar 1981 in Paris, Frankreich) ist eine französische Fernseh- und Filmschauspielerin. Ihre in Deutschland bekannteste Rolle ist die der Elektra in den US-amerikanischen Fernsehserien Marvel’s Daredevil und Marvel’s The Defenders. Ebenso war sie als Jinx in dem Spielfilm G.I. Joe – Die Abrechnung (OT: G.I. Joe: Retaliation) zu sehen, wie auch in Gods of Egypt von Alex Proyas als die Göttin der Liebe Hathor.

## Leben
Yung wurde als Tochter eines Kambodschaners und einer Französin geboren. Sie ist Absolventin der London Academy of Music and Dramatic Art und praktiziert seit über zehn Jahren Karate. Seit dem Jahr 2002 war sie in 20 Film- und Fernsehproduktionen zu sehen.
2016 übernahm sie in der zweiten Staffel der Marvel-Netflix-Serie Marvel’s Daredevil die Rolle der Elektra Nachios. Auch in Marvel’s The Defenders wirkte sie 2017 in dieser Rolle mit.
Yung ist mit dem britischen Schauspieler Jonathan Howard liiert. Im Sommer 2018 wurden sie Eltern einer Tochter.

## Filmografie (Auswahl)
- 2002–2003: La vie devant nous (Fernsehserie, 30 Episoden)
- 2004: Les fils du vent
- 2005: Mademoiselle Joubert (Fernsehserie, 3 Episoden)
- 2007: Fragile(s)
- 2008: Home Sweet Home
- 2009: Ghettogangz 2 – Ultimatum (Banlieue 13 – Ultimatum)
- 2010: Operation Casablanca
- 2011: Verblendung (The Girl with the Dragon Tattoo)
- 2013: G.I. Joe – Die Abrechnung (G.I. Joe: Retaliation)
- 2015: Still
- 2015: Narcopolis
- 2016: Gods of Egypt
- 2016: Marvel’s Daredevil (Daredevil, Fernsehserie, 10 Episoden)
- 2017: Killer’s Bodyguard (The Hitman’s Bodyguard)
- 2017: Marvel’s The Defenders (Fernsehserie, 8 Episoden)
- 2020: Der geheime Club der zweitgeborenen Royals (Secret Society of Second-Born Royals)
- seit 2022: The Cleaning Lady (Fernsehserie)
- 2025: Worth the Wait